# Tallit katan

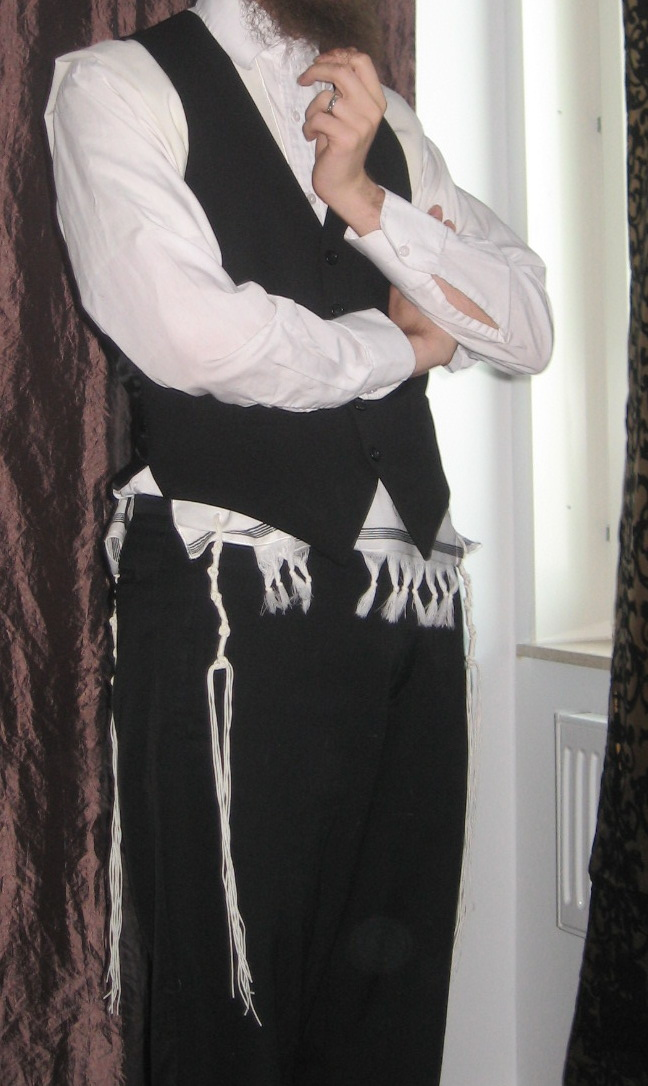
Un hombre judío ortodoxo que lleva un talit katan de lana debajo de su chaleco.

El Talit katan (en hebreo: טלית קטן‎) es una variedad de manto judío (talit) que se ajusta al cuerpo. Katán significa pequeño en hebreo, por lo tanto es una versión recortada y ajustada al cuerpo a modo de prenda de vestir parecida a un delantal o poncho. En las cuatro esquinas están los tradicionales tzitzit o nudos que representan la ley de Dios. En las comunidades jasídicas ultraortodoxas, suelen verse a los hombres llevando el talit katan todo el tiempo, generalmente por dentro de la camisa y sacando los flecos por debajo ,dejándolos visibles.
Este talit puede confeccionarse a partir de cualquier material excepto de Shatnez (toda mezcla de lana y lino que está estrictamente prohibida por la Torah). La mayor parte de estos talit están hechos de lana.
El talit katan también es conocido como arba kanfot (en yidis: arba kanfos‎), literalmente, cuatro esquinas o tzitzit.